# Анісковцева Ольга Олександрівна
Ольга Анісковцева (біл. Вольга Аніскоўцава; нар. 22 квітня 1982, Жлобин, Гомельська область, БРСР) — білоруська футболістка, півзахисниця та нападниця. Виступала за національну збірну Білорусі.

## Клубна кар'єра
Футбольну кар'єру розпочала 1997 року в «Бобруйчанці». У футболці вище вказаного клубу взяла участь у першому розіграші жіночого Кубку УЄФА, у 2001 році. Рано розпочала легіонерську кар'єру, у 2008 році перебралася до у казахстанського «Алма» (нині — «БІІК Шимкент»). На початку наступного року повернулася на батьківщину, де стала гравчинею «Університету». Проте вже на початку наступного року знову виїхала до Казахстану, де підсилила «СШВСМ-Кайрат». У вересні 2011 року відзначилася двома голами в переможному для СШВСМ матчі проти «Нойленгбаха» (2:1). У 2015 році повернулася до «Бобруйчанки».
Водночас є капітаном футзальної команди «Столиця», яка стала чемпіоном Білорусі 2022 року.

## Кар'єра в збірній
Виступала за національну збірну Білорусі. У серпні 2011 року відзначилася переможним для білорусок голом у поєдинку кваліфікації чемпіонату Європи 2013 проти Естонії.